# Питсберг (Техас)
Питсберг (англ. Pittsburg) — город в США, расположенный в северо-восточной части штата Техас, административный центр округа Камп. По данным переписи за 2010 год число жителей составляло 4497 человек, по оценке Бюро переписи США в 2015 году в городе проживало 4602 человека.

## История
В начале 1800-х годов в регионе проживали индейцы кэддо и чероки, которые стали покидать территории с приходом белых людей. В 1854 году в регион переехал Уильям Питтс. Годом позже землевладелец пожертвовал часть своей территории на новый город, который назвали в его честь. По мере того как развивался округ Апшур, росло и значение города. Питсберг стал важным торговым центром и, когда в 1874 году был образован округ Камп, город стал административным центром округа, победив в голосовании Лисберг и Сентер-Поинт.
К концу 1870-х годов через округ были проведены две железные дороги: East Line and Red River Railroad прошла с востока на запад, а Texas and St. Louis Railway с севера на юг. Железные дороги пересеклись в Питсберге, что подчеркнуло важность города в регионе. В 1884 году в городе начался выпуск газеты «Pittsburg Gazette». 21 августа 1891 года горожане проголосовали за  введение местного управления в Питсберге.
В 1901 году местный инженер и священник Бёрелл Кэннон построил дирижабль, дизайн которого был создан по описанию из книги пророка Иезикииля. Поднимался ли в небо этот летающий аппарат неизвестно, позже он был погружён на поезд, который направлялся в Сент-Луис, где Кэннон надеялся найти новых инвесторов. В районе Тексарканы состав попал в шторм, который уничтожил дирижабль.
В 1897 году в городе появился частный генератор электричества ёмкостью 16 киловатт, в 1899 году была проведена телефонная связь. Также, в 1899 году Питсберг получил грант в 5000 долларов от Эндрю Карнеги на строительство библиотеки. В 1925 году были построены городские системы водоснабжения и канализации. В декабре 1939 года библиотека сгорела, новая библиотека была построена только в 1970-х годах.
В 1996 году город на неделю изменил своё название на «Ковбойз» в связи с тем, что в техасская футбольная команда «Даллас Ковбойз» встречалась с командой из Пенсильвании «Питтсбург Стилерз» в финале соревнований.

## География
Питсберг находится в центральной части округа, его координаты: 32°59′55″ с. ш. 94°58′01″ з. д..
Согласно данным бюро переписи США, площадь города составляет около 8,8 квадратных километров, практически полностью занятых сушей.

### Климат
Согласно классификации климатов Кёппена, в Питсберге преобладает влажный субтропический климат.
| Показатель                    | Янв. | Фев. | Март | Апр. | Май  | Июнь | Июль | Авг. | Сен. | Окт. | Нояб. | Дек.  | Год   |
| ----------------------------- | ---- | ---- | ---- | ---- | ---- | ---- | ---- | ---- | ---- | ---- | ----- | ----- | ----- |
| Абсолютный максимум, °C       | 27,2 | 28,3 | 29,4 | 33,9 | 34,4 | 37,8 | 43,3 | 40,6 | 37,2 | 36,1 | 30,6  | 27,8  | 43,3  |
| Средний суточный максимум, °C | 12,5 | 14,5 | 20,3 | 24,1 | 27,8 | 32,6 | 34,5 | 35,3 | 31   | 25,5 | 20,8  | 14,9  | 24,5  |
| Средняя температура, °C       | 6,6  | 8    | 13,6 | 17,4 | 21,6 | 26   | 28,5 | 29,4 | 25,1 | 19,3 | 14    | 8,7   | 18,2  |
| Средний суточный минимум, °C  | 0,8  | 1,4  | 6,9  | 10,8 | 15,4 | 19,4 | 22,8 | 23,6 | 19,1 | 13,1 | 7,4   | 2,3   | 11,9  |
| Абсолютный минимум, °C        | −8,9 | −9,4 | −10  | −0,6 | 1,7  | 3,9  | 17,8 | 13,9 | 6,7  | 1,1  | −3,3  | −12,2 | −12,2 |
| Норма осадков, мм             | 79   | 88   | 107  | 109  | 127  | 88   | 82   | 55   | 94   | 106  | 101   | 91    | 1127  |
| Источник: weatherbase.com     |      |      |      |      |      |      |      |      |      |      |       |       |       |

## Население
Согласно переписи населения 2010 года в городе проживало 4497 человек, было 1609 домохозяйств и 1080 семей. Расовый состав города: 51,2 % — белые, 25,9 % — афроамериканцы, 0,8 % — коренные жители США, 0,2 % — азиаты, 0,3 % (12 человек) — жители Гавайев или Океании, 18,1 % — другие расы, 3,4 % — две и более расы. Число испаноязычных жителей любых рас составило 33,7 %.
Из 1609 домохозяйств, в 41,5 % живут дети младше 18 лет. 41,1 % домохозяйств представляли собой совместно проживающие супружеские пары (20,9 % с детьми младше 18 лет), в 21,3 % домохозяйств женщины проживали без мужей, в 4,7 % домохозяйств мужчины проживали без жён, 32,9 % домохозяйств не являлись семьями. В 28,1 % домохозяйств проживал только один человек, 13,1 % составляли одинокие пожилые люди (старше 65 лет). Средний размер домохозяйства составлял 2,76 человека. Средний размер семьи — 3,42 человека.
Население города по возрастному диапазону распределилось следующим образом: 33,9 % — жители младше 20 лет, 26,3 % находятся в возрасте от 20 до 39, 26,8 % — от 40 до 64, 12,8 % — 65 лет и старше. Средний возраст составляет 31,9 года.
Согласно данным опросов пяти лет с 2011 по 2015 годы, средний доход домохозяйства в Питсберге составляет 31 353 доллара США в год, средний доход семьи — 63 111 доллар. Доход на душу населения в городе составляет 15 278 долларов. Около 23,1 % семей и 27,4 % населения находятся за чертой бедности. В том числе 33,2 % в возрасте до 18 лет и 25,2 % в возрасте 65 и старше.

## Местное управление
Управление городом осуществляется избираемыми мэром и городским советом, состоящим из пяти человек, каждый из которых избирается всем городом.

## Инфраструктура и транспорт
Через Питсберг проходят автомагистраль 271 США, а также автомагистрали штата Техас 11, 179 и 238.
Ближайшим аэропортом, выполняющим коммерческие пассажирские рейсы, является региональный аэропорт Восточного Техаса в Лонгвью. Аэропорт находится примерно в 80 километрах к югу от Питсберга.

## Образование
Город обслуживается независимым школьным округом Питсберг.

## Экономика
Согласно финансовому отчёту города за 2015 год, доходы Питсберга в 2015—2016 году составили $5,38 млн, расходы — $4,57 млн. Активы города составили $5,54 млн, а обязательств было на сумму $2,71 млн.